# Cheirostylis celebensis
Cheirostylis celebensis är en orkidéart som beskrevs av P.O'byrne och Jaap J. Vermeulen. Cheirostylis celebensis ingår i släktet Cheirostylis och familjen orkidéer.
Artens utbredningsområde är Sulawesi. Inga underarter finns listade i Catalogue of Life.